# 瑞安·羅夫特
瑞安·羅夫特（英語：Ryan Loft；1997年9月14日—）是一位英格蘭職業足球選手，在場上的位置是前鋒。他現在效力英超球隊李斯特城。羅夫特在2014年7月加入熱刺。他也曾被外借至布倫特里鎮足球俱樂部。2017年被外借至史提芬納治。